# 杜利 (阿肯色州)
杜利（英語：Dooley）是位於美國阿肯色州米勒縣的一個非建制地區。該地的面積和人口皆未知。

## 地理
杜利的座標為33°28′07″N 93°51′27″W / 33.46861°N 93.85750°W，而該地的平均海拔高度為77米（即253英尺）。